# Museu do Vinho de Alcobaça
O Museu do Vinho de Alcobaça é um museu português dedicado ao vinho e à vinha. Localiza-se no centro de Alcobaça, próximo do rio Alcoa.
Este Museu é detentor do maior e mais rico espólio vinícola e vitivinícola a nível nacional, com mais de 10 mil peças.
Alberga materiais de várias áreas de investigação: etnologia, etnografia, enologia, tecnologia tradicional, arqueologia industrial, artes decorativas, artes plásticas, artes gráficas e arquitectura.

## História
O Museu Nacional do Vinho encerrou em 2007 e o projeto só foi retomado em 2012 com o espólio a ser gerido pelo Município de Alcobaça. 

## Estrutura do Museu
O Museu é constituído por cinco espaços edificados: 
- Recepção/Serviços Técnicos;
- Adega dos Balseiros;
- Adega dos Depósitos;
- Destilaria;
- Corpo de Edifícios Anexos.